# Bazaltowa Góra

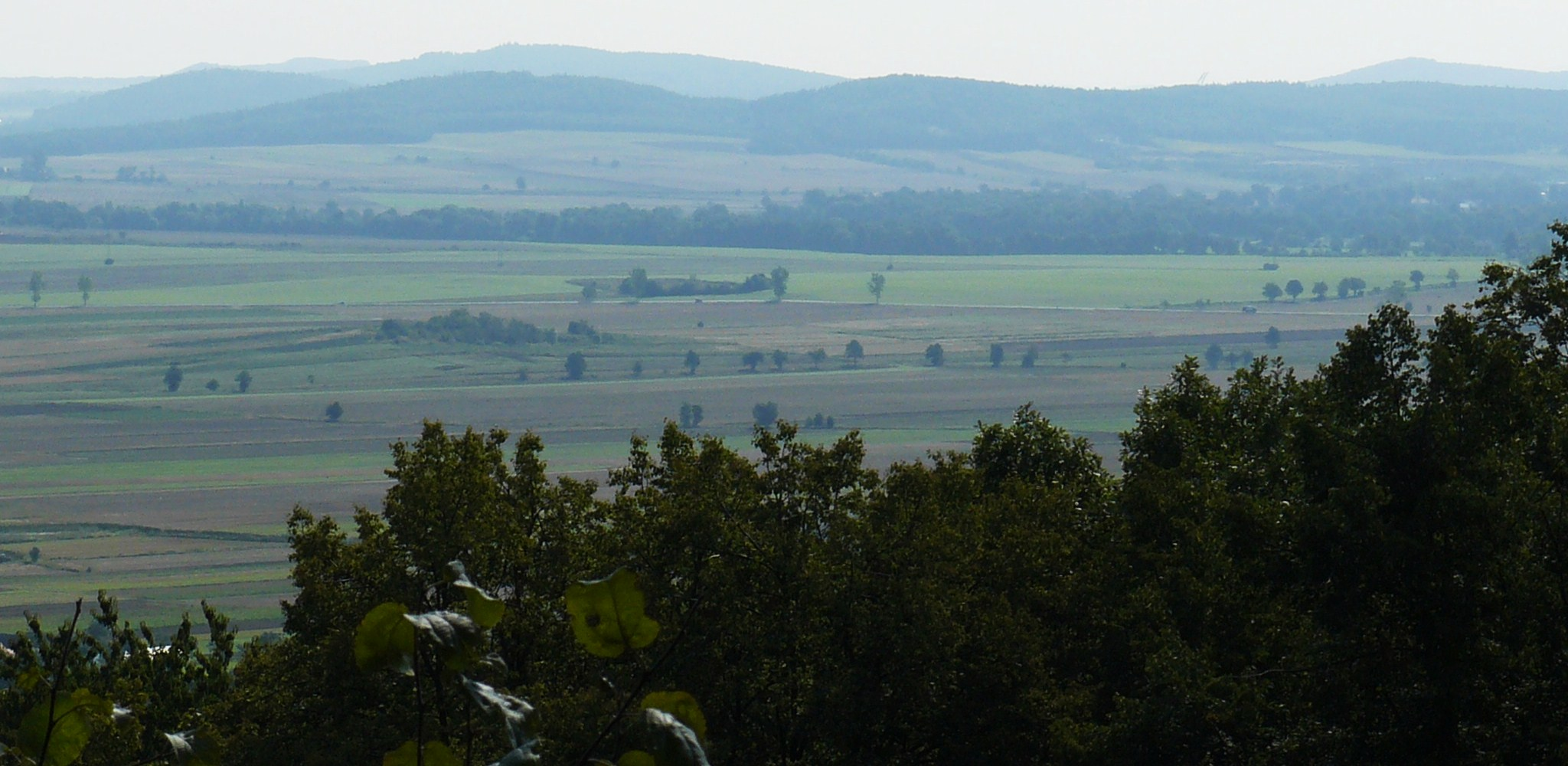
Punkt widokowy na Wzgórza Strzegomskie

Bazaltowa Góra (niem. Breiteberg) – wzniesienie o wysokości 368 m n.p.m., w południowo-zachodniej Polsce, na Pogórzu Kaczawskim. 
Wzniesienie położone jest na terenie Parku Krajobrazowego "Chełmy", w południowo-wschodniej części Pogórza Kaczawskiego, na Pogórzu Złotoryjskim, około 6,0 km na południowy zachód od Jawora w województwie dolnośląskim.
Niewielkie powulkaniczne wzniesienie, w kształcie małego stożka, o dość stromych zboczach, z wyraźnie podkreślonym wierzchołkiem, wznosi się na wschodniej krawędzi Wzgórz Złotoryjskich, przy wschodniej granicy Parku Krajobrazowego "Chełmy". Wzniesienie o zróżnicowanej budowie geologicznej, zbudowane z bazanitu mioceńskiego, który tworzy pokrywę lawową oraz wypełnia część komina dawnego wulkanu tarczowego o zasadowej lawie. Bazalt budujący wzniesienie jest spękany, tworzy regularne słupy.  W niższej części zbocza zalegają warstwy utworów soliflukcyjnych, a u podnóża występują osady glacjalne, fluwioglacjalne. Oddzielność słupową bazaltów (bazanitów) widać doskonale w wyrobisku dawnego kamieniołomu na południowo-wschodnim zboczu góry. Podczas eksploatacji odsłonięto w centralnej części dawny komin wulkaniczny. U podnóża wyrobiska występuje rumosz skalny porośnięty w większości samosiewem. Na północny zachód od szczytu wzniesienia znajduje się drugi, bardziej zarośnięty kamieniołom bazaltu.
Wzniesienie porośnięte lasem liściastym z udziałem dębu, jarzębu szwedzkiego, brekinii, lipy i jawora. W runie występują m.in. storczyk bzowy, gnieźnik leśny, wawrzynek wilczełyko, przylaszczka pospolita, naparstnica zwyczajna a u podnóży goździk pyszny.

## Turystyka
W pobliżu szczytu prowadzi szlak turystyczny
- czerwony - prowadzący wschodnim podnóżem z Bolkowa do Złotoryi,
- obok wieży nad wyrobiskiem dawnej kopalni bazaltu położony jest punkt widokowy, z którego rozciąga się panorama na Równinę Chojnowską, Wzgórza Strzegomskie, Góry Sowie i Kamienne.